# Дражен Далипагић
Дражен Далипагић (Мостар, 27. новембар 1951 — Београд, 25. јануар 2025), познат по надимку Праја, био је југословенски и српски кошаркаш и тренер. Сматра се за једног од најбољих европских играча у историји кошарке.
Играчку каријеру је почео у Партизану. У дресу Партизана наступао је у два мандата — од 1971. до 1980. и у сезони 1981/82. За Партизан је укупно одиграо 305 утакмица и постигао 8.278 поена (у просеку 33,7 поена по утакмици) по чему је најбољи стрелац у клупској историји. Са црно-белима је освојио два Првенства Југославије, Куп Југославије и два Купа Радивоја Кораћа. У иностранству је наступао за Венецију, Реал Мадрид, Удине и Верону. Последњи клуб за који је играо била је Црвена звезда. Током своје професионалне играчке каријере у петнаест наврата је убацио 50 или више поена. Дана 25. јануара 1987. поставио је свој лични рекорд када је дао 70 поена на утакмици италијанске лиге у дресу Венеције против Виртуса из Болоње. Имао је надимак Небески летач.
За репрезентацију Југославије играо је од 1973. до 1986. Укупно је сакупио 243 наступа (више утакмица је одиграо једино Крешимир Ћосић) и постигао 3.700 поена (по чему је рекордер) у дресу своје репрезентације. С Југославијом Далипагић је освојио укупно дванаест медаља на великим такмичењима (више медаља освојио је само Ћосић) а то су: три медаље на Олимпијским играма (злато, сребро, бронза), четири медаље на светским првенствима (злато, сребро, две бронзе) и пет медаља на европским првенствима (три злата, две бронзе).
По завршетку играчке каријере бавио се тренерским послом. Водио је италијанску Горицу, МЗТ Скопље и Астру Банку.
Био је добитник Златне значке Спорта за најбољег спортисту Југославије 1978. године. ФИБА га је 1991. уврстила међу 50 највећих играча у историји кошарке. Примљен је у Кошаркашку кућу славних 2004, а у Кућу славних ФИБА 2007. Годину дана касније Евролига га је сврстала међу 50 особа које су највише допринеле развоју овог такмичења.

## Клупска каријера
Играо је центархалфа. Ту је и добио надимак који и данас носи – Праја. Из фудбала је отишао у рукомет, а тек са осамнаест година је на наговор старијег брата почео са кошарком у мостарској Локомотиви. Приликом отварања нове спортске дворане у Зворнику је 1971. организован сусрет репрезентација република Босне и Херцеговине и Србије. Далипагић је на тој утакмици играо за репрезентацију Босне и Херцеговине, доминирао у скоку под оба коша и постигао и највише поена. Селектор репрезентације Југославије Ранко Жеравица, који је тог лета постао тренер Партизана, одлучио је да га доведе у свој тим. За Далипагића се интересовала и првак Југопластика, која је имала географску предност јер је била ближе Мостару, па је Далипагић споразум склопио прво с њима. Поставио је услов Партизану да ће играти за тај клуб само ако буде играо прву лигу. Партизан је на крају сезоне 1970/71 испао из Прве лиге, али како се Друга лига играла у летњој међусезони, изборио је свој повратак за следећу сезону 1971/72. Партизанов функционер Ђорђе Чоловић је био предузимљивији, обећавао да Партизан гради тим за будућност и Далипагић одлучио да дође у Партизан. Кршење споразума са Југопластиком га је коштало шестомесечне суспензије од стране Кошаркашког савеза БиХ, па је Далипагић пропустио почетак сезоне. Своју прву званичну утакмицу за Партизан одиграо је против Задра и постигао 6 поена. Пред домаћим навијачима дебитовао је против загребачке Локомотиве и постигао 21 поен.
У Партизан је за сезону 1973/74. из чачанског Борца доведен репрезентативни бек Драган Кићановић, који ће са Далипагићем чинити тандем у клубу и у репрезентацији Југославије. Жеравица је напустио Партизан 1975, а на месту тренера наследио га је Борислав Ћорковић. Далипагић и Партизан су своју прву титулу првака југославије освојили у сезони 1975/76. До 1982. Праја је одиграо десет сезона у црно-белом дресу. У том периоду је одиграо 305 утакмица и постигао 8,278 поена, уз просечно 33,7 поена по утакмици, па је и дан данас, после више од 30 година, остао најбољи стрелац у богатој клупској историји. Са Партизаном је освојио две титуле првака државе и два Купа Радивоја Кораћа.
После Партизана одлази у Италију, где наступа за Венецију , Удине и Верону. Био је трипут најбољи стрелац италијанског првенства са просецима 30,8, затим 36,5 и коначно 36,3 поена по мечу. Тројке је шутирао са 47,1 одсто. А 25. јануара 1987. играјући за Венецију против Виртуса постигао је 70 поена. За Венецију је играо и кад је била у Другој лиги, и те сезоне му је просек био 42,9 поена.
У сезони 1982/83. носио је дрес Реала из Мадрида, али је играо само у Евролиги. Са 39 година је на наговор свог пријатеља Моке Славнића, обукао дрес Црвене звезде. У сезони 1990/91, иако у четрдесетој години, постигао је 321 поен, шутирајући тројке 38 одсто.
Био је један од првих играча из Европе за којег је интересовање показао неки НБА тим. Био је у кампу Бостон селтикса, и био убедљиво најбољи играч. Праја је ипак одустао од играња у најјачој светској лиги јер су тада НБА и ФИБА биле неспојиве. Наступ у НБА би му тада трајно ускратио право да игра за репрезентацију.

## Каријера у репрезентацији
За репрезентацију Југославије дебитовао је 1973. С репрезентацијом је на Олимпијским играма у Монтреалу 1976. освојио сребрну медаљу, а на следећој Олимпијади у Москви 1980. златну. На Светском првенству 1974. у Порторику играо је за југословенску селекцију која је завршила на другом месту, а четири године касније на Светском првенству у Манили (на Филипинима) био је део шампионског југословенског тима. Далипагић је тада проглашен најбољим играчем првенства. Представљао је Југославију и на Светском првенству 1982. у Колумбији где је била трећа. Исто место је Југославија заузела на Мундобаскету у Шпанији 1986. чији је део тима такође био Далипагић.
На отварању Олимпијских игара 1984. у Лос Анђелесу носио је заставу СФРЈ и касније је на кошаркашком турниру освојио бронзану медаљу.
На европским првенствима освојио је три златне (1973. у Шпанији, 1975. у родној Југославији и 1977. у Белгији; тада је био и најкориснији играч турнира), једну сребрну (1981. у Чехословачкој) и једну бронзану медаљу (1979. у Италији).
За репрезентацију Југославије одиграо је 246 утакмица и постигао 3.700 поена. Најбољи је стрелац у историји југословенске кошаркашке репрезентације.

## После кошарке
По завршетку кошаркашке каријере био је тренер. Водио је италијанску Горицу, МЗТ Скопље и београдски тим Астра Банку.
Јануара 2005. постао је члан Кошаркашке куће славних у Спрингфилду.
Председник Србије и Црне Горе Светозар Маровић одликовао је Далипагића Орденом Немање II степена.
На иницијативу Педра Ферандиза 1. марта 2007. отворена је у Алкобендасу у Шпанији Кућа славних ФИБА. Међу онима који су 12. септембра постали чланови Куће славних нашао се и Далипагић.
Евролига је Далипагића уврстила на своју листу од 50 особа које су највише допринеле развоју тог такмичења.

## Лични живот
Далипагић је рођен у Мостару, од оца Шаћира и мајке Марије (рођене Решковић). Имао је брата Сашу. Био је ожењен Соњом Пожег, бившом тенисерком, с којом има ћерку Сању и сина Даворина, који је такође био кошаркаш. Даворин је играо за београдске клубове Партизан, Атлас и Астра Банку.
Далипагић је преминуо 25. јануара 2025. од рака дебелог црева. Сахрањен је три дана касније на Новом гробљу у Београду.